# 청실배나무
청실배나무(Pyrus ussuriensis var. ovoidea Rehder)는 인가 부근 또는 산에서 자라는 낙엽활엽교목으로 어린가지는 짙은 갈색이며 털이없다. 잎은 호생이고 난원형 또는 난상장타원형이며, 톱니가 있다. 잎길이는 5~12cm, 너비 6.4cm로서 양면에 털이 없고 엽질이 단단하다. 엽병의 길이는 2~12cm로 털이 없다. 백색 화관은 5개의 화판이며 장타원상피침형이다. 수술은 약 20개, 암술대는 5개로 이생(離生)이며 기부는 털이 없거나 성긴 털이 있다. 과실은 이과(梨果)로서 난상원형 또는 타원형으로 지름 3~5.8cm, 길이 4~7.5cm, 과피는 갈색 또는 녹색으로 가을에 황색으로 익는다. 과병의 길이는 2~5cm이다.
청실배의 열매는 시판되는 배보다 맛이 더 달거나 수분이 더 많이 들어있지는 않지만 이 배로 담은 술이 천식에 특효가 있다 하여 민간약으로 쓰인다